# 投29線
投29線 赤水－蓮蕉，是位於南投縣的一條鄉道，起點位於南投縣名間鄉赤水，終點於南投縣名間鄉蓮蕉，全長7.045公里。1966年此路首次列入鄉道系統，並保持相同編號與路線至今。本鄉道過去起訖點為蓮蕉－赤水，為由北往南編定的鄉道，但今日卻改由南往北編定里程。

## 路線說明
南投縣
- 名間鄉：赤水0.0k（起點， 投36線岔路）→ 竹圍巷 → 竹圍0.7k → 大坑2.6k（ 投34線岔路）→ 大坑活動中心前2.8k左轉→大坑巷 →3.8k 左轉（與 投30線）→3.9k右轉結束共線 →田仔5.3k（ 投28線岔路）→  蓮蕉巷 →蓮蕉6.4k（ 投24線岔路）→  7.045k（終點， 縣道150號岔路）

## 交會公路
- 縣道150號
- 投24線
- 投28線
- 投30線
- 投34線
- 投36線

## 沿線地標
目前遺留一塊6公里里程碑，位於1公里里程牌前100公尺處。